# هانز لوتر
هانز لوتر (بالألمانية: Hans Luther) سياسي ألماني (1879-1962). تولى منصب المستشار في جمهورية فايمار من يناير 1925 إلى مايو 1926، وأثناء توليه هذا المنصب توفي الرئيس الألماني فريدريش إيبرت في فبراير 1925، فتولى لوتر منصب رئيس الجمهورية لفترة مؤقتة من 28 فبراير إلى 12 مارس 1925 لحين انتخاب رئيس جديد. خلفه أولاً رئيس مؤقت هو فالتر سيمونز [الإنجليزية] ثم خلفه بشكل نهائي باول فون هيندنبورغ.

## حياته الباكرة
وُلد هانز لوتر في برلين في العاشر من مارس 1879 لعائلة لوثرية، والده أوتو (1848-1912) تاجر ثري، ووالدته ويلهيلمين لوتر (اسمها قبل الزواج هوبنر).
بعد تخطيه امتحان أبيتور في مدرسة لايبنتز جيمنازيوم\ألمانيا، درس لوتر القانون في جنيف وكيل وبرلين بين عامي 1897 و1901. أشرف على تدريسه أوتو فون جيرك وفرانز فون ليست وهاينريش برونر وغوستاف فون شمولر وهوغو بروس. نال لوتر لقب الدكتوراه في الحقوق بعد أطروحته مسؤولية المجلس الفيدرالي في حل النزاعات على العرش في الرايخ الألماني. تجاوز لوتر امتحان المقيّمين عام 1906 وعمل في إدارة بروسيا في مجلس مدينة تشارلوتنبرغ بين عامي 1906 و1907، والتي أصبحت الآن جزءًا من برلين.
تزوج لوتر مرتين، زوجته الأولى جيرترود (اسمها قبل الزواج شميدت 1880-1924) بين عامي 1907-1924، والثانية جيرترود سيولي (اسمها قبل الزواج موتز) عام 1953، وحظي بثلاث بنات من زواجه الأول.

## مسيرته السياسية

### الإمبراطورية الرومانية والسياسات المحلية
انتُخب لوتر لعضوية مجلس مدينة ماغديبورغ عام 1907، وهناك زاد مساحة المنطقة المخصصة لحديقة شريبر عشرة أضعاف، وقاضى مصنع البوتاس الإقليمي لتلويثه مياه الشرب. شغل لوتر عضوية مجلس مدينة بروسيا (لاحقًا رابطة المدن الألمانية) من فبراير 1913 إلى صيف 1918، وبعدها أصبح عمدة مدينة إسن. سعى خلال الثورة إلى إقناع مجالس العمال والجنود الثورية بالتعاون مع إدارة المدينة وقبول دور العمدة القيادي. كان لوتر عضوًا في المجلس الاقتصادي الإمبرالي المؤقت بحكم وظيفته كعمدة لإسن بدءًا من 1920.

### جمهورية فايمار وسياسات الرايخ الألماني
خلال إنشاء مجلس وزراء فيلهلم كونو في نوفمبر 1922، عُرض على لوتر وزارة الشؤون الاقتصادية ووزارة الداخلية لكنه رفضهما، واستلم وزراة الأغذية والزراعة في الأول من ديسمبر 1922 بعد إجبار الوزير السابق كارل مولر على الاستقالة عقب استلام مهامه بثلاثة أيام فقط بسبب اتهامه بالتواصل مع انفصاليي جمهورية رينيش. بقي لوتر في هذا المنصب في مجلس وزراء جوستاف شتريسمان، مركزًا على توصيل إمدادات الغذاء إلى الجماعات الأكثر تضررًا من التضخم.
عندما عدل ستريسمان من مجلسه في السادس من أكتوبر 1923، تولى لوتر وزارة المالية وحافظ على حقيبته الوزارية في كلا المجلسين الذين قادهما فيلهلم ماركس. بالتالي كان لوتر مسؤولًا عن الإصلاح النقدي الذي أنهى التضخم المفرط وأدى إلى ظهور عملة مارك جديدة مستقرة. بحلول 15 أكتوبر، قدم لوتر خطة تجمع عناصر الإصلاح النقدي أعدها الاقتصادي كارل هيلفريش بناءً على أفكار سلف لوتر رودلف هيلفردنج. نُفذت الخطة في 15 أكتوبر 1923 بمساعدة قانون الطوارئ (Ermächtigungsgesetz) المطبق في 13 أكتوبر 1923 الذي منح الحكومة سلطة إصدار مراسيم في الشؤون المالية والاقتصادية. ساعدت السياسة النقدية المقيدة التي اعتمدها يالمار شاخت في إدارة بنك الرايخ على استقرار العملة، وكذلك القرارات التي اتخذها لوتر لسد عجز الميزانية. فيما يتعلق بالإيرادات، نجح لوتر في تطبيق ثلاث خطط لرفع الضرائب بشكل طارئ رغم المعارضة التي واجهتها، إذ قدم مواعيد استحقاق دفع الضرائب، وزاد قيمة المدفوعات المسبقة للضرائب المقدرة، ورفع ضرائب المبيعات، وفرض ضريبة على مكاسب التضخم، وأعاد تقسيم العبء المالي بين الرايخ والولايات.
أما بالنسبة للإنفاق، قلص لوتر مصاريف الموظفين إلى حد كبير، إذ قلل عدد موظفي الرايخ بنسبة 25% على مدى أربعة أشهر، وأوقف الترقيات وثبت المرتبات السنوية تحت مستوى مرتبات 1913.
بعد نجاحه في تحقيق استقرار في العملة، أصبح لوتر عضوًا في مؤتمر لندن 1924 المجرى في يوليو وأغسطس 1924، وهناك كان مسؤولًا عن قضايا السياسات التجارية والمالية. في 30 أغسطس 1924، استُبدل الرايخ مارك بالرينت مارك الذي كان العملة الرسمية، ليصبح الرايخ مارك العملة الجديدة المغطاة بالذهب.

## روابط خارجية
- هانز لوتر على موقع الموسوعة البريطانية (الإنجليزية)
- هانز لوتر على موقع مونزينجر (الألمانية)
- هانز لوتر على موقع إن إن دي بي (الإنجليزية)